# 大牟田市延命球場
大牟田市延命球場（おおむたしえんめいきゅうじょう）は、福岡県大牟田市の延命公園内にある野球場。
2008年には、この年より四国・九州アイランドリーグ（現・四国アイランドリーグplus）に加入した福岡レッドワーブラーズ（2009年限りで休止）が1試合公式戦を開催した。
2022年より九州アジアリーグに加入する福岡北九州フェニックスが公式戦2試合を計画し、5月6日に最初の試合が開催された。2022年は2試合が実施されたが、2023年は当初より開催予定はなかった。

## 施設概要
- 面積：19,450㎡
- 内野：土 外野：天然芝
- 両翼：95m 中堅：120m
- 収容人員：約6,102人 (内野スタンド：約1,272人 内野芝生：約1,330人 外野芝生：約3,500人)
- 照明：なし
- スコアボード：電光式

## 交通アクセス
- 鹿児島本線・西鉄天神大牟田線大牟田駅より徒歩20分。
- 西鉄バス大牟田警察署前・カルタ記念館停留所より徒歩10分。